# 박명국
박명국(1956년~)은 조선민주주의인민공화국의 외교관이다.

## 상세
평안북도 태생이며, 신의주에서 외국어학원을 졸업하고 국제관계대학에 입학하였다. 나이지리아, 호주에서 재외공관원 생활을 하였다. 호주에서 공사로 재직하던 중 대사관을 폐쇄하였다. 이후 중국을 담당하는 외무성 부상에 임명되었으며, 북중 국경공동위에 북한 대표단장으로 참석하였다.
리을설의 사위이다. 

## 경력
- 주나이지리아 2등서기관
- 외무성 북아메리카국장[4][5]
- 주호주 북한대사관 공사
- 외무성 부상[6][7]
- 최고인민회의 제13기 대의원[8]